# René Dubos

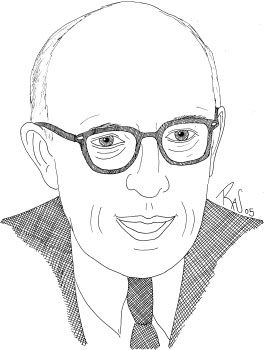
René Dubos

René Jules Dubos (* 20. Februar 1901 in Saint-Brice-sous-Forêt; † 20. Februar 1982 in New York) war ein französisch-US-amerikanischer Mediziner (Pathologie), Mikrobiologe, Umweltaktivist und Autor.

## Leben
Dubos machte 1921 seinen Abschluss am Institut national agronomique in Paris und arbeitete zunächst als wissenschaftlicher Journalist. 1924 ging er als Laboratoriumsgehilfe in die USA, wo er 1927 an der Rutgers University promovierte. Danach ging er an das Rockefeller Institute, wo er 1957 Professor wurde und 1971 emeritiert wurde.
Dubos war ein Pionier in der Antibiotikaforschung. In den 1930er Jahren isolierte er antimikrobielle Substanzen aus Bodenbakterien. 1931 fand er ein Enzym, das sich in Tierversuchen als wirksam gegen einen Erreger von Lungenentzündung erwies. 1939 isolierte und analysierte er eine antibakterielle Substanz, die er Tyrothricin taufte, das erste kommerziell hergestellte Antibiotikum, das aber zu große toxische Nebenwirkungen hatte um in großem Umfang eingesetzt zu werden.
1941 wurde Dubos in die National Academy of Sciences gewählt. 1948 erhielt er den Albert Lasker Award for Basic Medical Research, 1960 den Robert-Koch-Preis. Ebenfalls 1960 wurde er in die American Academy of Arts and Sciences gewählt. Seit 1954 war er gewähltes Mitglied der American Philosophical Society und seit 1979 der American Academy of Arts and Letters. 1958 hielt er die Howard T. Ricketts Lecture, 1961 die George M. Kober Lecture. Er war Mitherausgeber des Journal of Experimental Medicine.
Er ist einer derjenigen, denen der Slogan Denke global, handle lokal (Think global, act local) zugeschrieben wird (als Berater auf der United Nations Conference for the Human Environment 1972), was auch ein zentraler Gedanke seiner Bücher über Umweltfragen war. Ihm zu Ehren wurde 1980 das René Dubos Center for Human Environment gegründet.
Für sein Buch So Human an Animal erhielt er 1969 den Pulitzer-Preis für General Non-Fiction. Er schrieb populärwissenschaftliche Bücher, zum Beispiel über Tuberkulose, Umweltfragen und Louis Pasteur. Laut dem Medizinhistoriker Mark Honigsbaum zweifelte Dubos an der Besiegbarkeit von Infektionskrankheiten und verglich den Menschen mit Goethes Zauberlehrling. Honigsbaum zitiert Dubos mit den Worten „Der moderne Mensch glaubt, dass er die Naturkräfte fast vollständig beherrscht, die seine Evolution in der Vergangenheit geformt haben, und dass er deswegen nun sein eigenes biologisches und kulturelles Schicksal kontrollieren könne.“ Dies könne sich aber als eine Illusion erweisen, denn, wie Honigsbaum Dubos weiter zitiert: „Wie alle anderen Lebewesen ist der Mensch Teil eines ungeheuer komplexen ökologischen Systems und auf vielfältige Weise mit all den Komponenten dieses Systems verbunden.“  Die Natur werde „zu einem unvorhersehbaren Zeitpunkt und in einer unvorhersehbaren Art und Weise zurückschlagen“. Eine vollständig krankheitsfreie Gesellschaft bezeichnete Dubos, trotz Antibiotika, als eine „Fata Morgana“.

## Schriften
- Bacterial and mycotic infections in man, 1948.
- Louis Pasteur, Free Lance of Science, 1950, 1960, Charles Scribner’s Sons, Da Capo Press 1986 reprint der Ausgabe von 1960: ISBN 0-306-80262-7.
- The White Plague: Tuberculosis, Man, and Society, 1952, Little, Brown, and Company, Rutgers University Press 1987: ISBN 0-8135-1224-7.
- Mirage of Health: Utopias, Progress & Biological Change, 1959, Rutgers University Press 1987: ISBN 0-8135-1260-3.
- 1960: Pasteur and Modern Science. Anchor Books, 1960. American Society for Microbiology edition mit einem neuen Kapitel von Thomas D. Brock, 1998: ISBN 1-55581-144-2.
  - Pasteur und die moderne Wissenschaft. 154 S., Desch, München 1960.
- The Dreams of Reason: Science and Utopias, 1961 George B. Pegram lectures, Columbia University Press.
- The Unseen World, 1962, The Rockefeller Institute Press.
- The Torch of Life: Continuity in Living Experience, 1962, Simon and Schuster, Touchstone 1970 reprint: ISBN 0-671-20469-6.
- Man Adapting, 1966, Yale University Press, ISBN 0-300-00437-0, erweiterte Neuauflage 1980: ISBN 0-300-02581-5.
- Man, Medicine and Environment. 1968.
- 1968: So Human an Animal. How We Are Shaped by Surroundings and Events. Scribner Book Company 1968. Transaction Publishers 1998, ISBN 0-7658-0429-8.
  - Der entfesselte Fortschritt. Programm für eine menschliche Welt. 271. S., Lübbe, Bergisch Gladbach 1970.
- 1970: Reason Awake. Columbia University Press, 1970, ISBN 0-231-03181-5.
  - Parole Vernunft. Wissenschaft für den Menschen. 202 S., Müller, Stuttgart 1973, ISBN 3-275-00512-X.
- 1972: mit Barbara Ward, UN-Conference on the Human Environment: Only One Earth. The Care and Maintenance of a Small Planet. Norton & Co, 1972, ISBN 0-393-06391-7.
- 1973: A God Within. („Towards an ecological ethic.“) Scribner, 1973, ISBN 0-684-13506-X.
- 1974: Of Human Diversity. Clark University Press, 1974, ISBN 0-914206-24-9.
- The Professor, the Institute, and DNA: Oswald T. Avery, His Life and Scientific Achievements, 1976, Paul & Company, ISBN 0-87470-022-1
- The Wooing of Earth, 1980, Scribner, ISBN 0-684-16501-5.
- Quest: Reflections on Medicine, Science, and Humanity, 1980, Harcourt Brace Jovanovich, ISBN 0-15-175705-4.
- 1981: Celebrations of Life. McGraw Hill, New York 1981, ISBN 0-07-017893-3.
  - Die Wiedergeburt der Welt. Ökonomie, Ökologie und ein neuer Optimismus. (318 Seiten) Econ 1983. Knaur-Taschenbuch 1985, ISBN 3-426-03774-2.
- Beast or Angel: Choices That Make Us Human, Scribner 1982, ISBN 0-684-17608-4.
- mit Maya Pines Health and Disease, LIFE Science Library 1965 (er war auch Herausgeber der Reihe).
- The World of Rene Dubos: A Collection from His Writings, 1990, Henry Holt & Co, ISBN 0-8050-1360-1.